# Trinitrocellulose

Trinitrocellulose

Trinitrocellulose là một chất nổ mạnh, có công thức hóa học là C6H7O2(NO3)3.
Nó được điều chế bằng cách cho cellulose tác dụng với axit nitric đậm đặc trong môi trường axit sulfuric đặc, theo phương trình:
C6H7O2(OH)3 + 3HNO3 →  C6H7O2(NO3)3 + 3H2O (xúc tác H2SO4 đặc).
Nó ổn định hơn nitroglycerin và được Alfred Nobel dùng làm thuốc nổ không khói.